# محمود جلال الدين باشا (1836-1884)
داماد محمود جلال الدين باشا (بالتركية: Damat Mahmud Celaleddin Paşa)‏ هو سياسي عثماني، تولى منصب ناظر التجارة والزراعة.

## مناصبه
تولى المناصب التالية:
- ناظر التجارة والزراعة  [لغات أخرى]‏ (1875–1876)
- مشير المدفعية  [لغات أخرى]‏ (1876–1878)
- مشير المدفعية  [لغات أخرى]‏ (1878–1878)
- سرعسكر (1877–1877)
- سرعسكر (1878–1878)